# Homicidi (pel·lícula)
Homicidi (títol original: Homicide) és una pel·lícula estatunidenca escrit i dirigida per David Mamet, estrenada l'any 1991. Ha estat doblada al català.

## Argument
Retirat d'un negoci en relació amb la persecució d'un traficant de droga, un inspector de policia es troba encarregat d'investigar sobre l'homicidi d'una vella corona jueva i es troba arrossegat en un univers que el depassa.

## Repartiment
- Joe Mantegna: Bobby Gold
- William H. Macy: Tim Sullivan
- Vincent Guastaferro: Tinent Senna
- J. J. Johnston: Jilly Curran
- Jack Wallace: Frank
- Lionel Mark Smith: Charlie Olcott
- Roberta Custer: Cathy Bates
- Charles Stransky: Doug Brown
- Ving Rhames: Robert Randolph
- Bernard Gray: James
- Paul Butler: Comissionat Walker
- Colin Stinton: Walter B. Wells
- Louis Murray: Mr. Patterson
- Christopher Kaldor: Sergent
- Linda Kimbrough: Sergent Green
- Robin Spielberg: Oficial
- Rebecca Pidgeon: Miss Klein

## Rebuda
- 1991: Festival de Canes: Nominada a la Palma d'Or (millor pel·lícula)
- 1991: Premis Independent Spirit: 3 nominacions incloent Millor pel·lícula
- Crítica "Un dels finals més cruels de la història del cinema"[3]